# Museum für Kommunikation Nürnberg
Das Museum für Kommunikation Nürnberg befindet sich in der Lessingstraße 6 im Gebäude des Nürnberger Verkehrsmuseums. Es ging aus dem königlich-bayerischen Postmuseum hervor. Mit den Museen für Kommunikation in Berlin und Frankfurt am Main sowie dem Archiv für Philatelie in Bonn gehört es zur Museumsstiftung Post und Telekommunikation.

## Geschichte
Im Gebäude des so genannten Verkehrsmuseums befindet sich heute neben dem Museum für Kommunikation das DB Museum, das Firmenmuseum der Deutschen Bahn. Die Ursprünge der beiden Museen gehen auf das 19. Jahrhundert zurück, als das Königreich Bayern auch nach der Gründung des Deutschen Reichs im Jahr 1871 eine eigene Post und eigene Bahn behielt. Der Aufbau eines Königlich Bayerischen Verkehrsmuseums in Nürnberg am Marientorgraben demonstrierte die Eigenständigkeit des Landes in diesem Bereich. 1899 wurde eine Ausstellung zur Geschichte der Eisenbahn eröffnet, die 1902 um eine Abteilung zur Geschichte der bayerischen Post und Telegrafie erweitert wurde. Mit dem Bau am heutigen Standort wurde 1914 begonnen. Verzögert durch den Ersten Weltkrieg, erfolgte die Fertigstellung des heutigen Museumsgebäudes erst 1925. Nach dem Ersten Weltkrieg wurde die bayerische Post schrittweise in die Reichspost integriert, das Bahnwesen wurde Teil der Reichsbahn. Seither gibt es unter einem Dach zwei unabhängige Museen, die von Post und Bahn bzw. ihren Nachfolgefirmen finanziert werden.
Während des Zweiten Weltkrieges blieb das gesamte Museum geschlossen; wichtige Exponate gingen verloren. Erst 1955 konnte das Post-Museum mit einer Ausstellung in bescheidenem Rahmen wieder eröffnet werden. Von 1988 bis 1991 erfolgte ein umfangreicher Um- und Ausbau. Seit 1995 gehört das Haus mit den Museen in Berlin und Frankfurt am Main zur Museumsstiftung Post und Telekommunikation (MSPT). Stifter der MSPT sind die Deutsche Post und die Deutsche Telekom. Die Bezeichnung „Museum für Kommunikation Nürnberg“ führt das Haus seit 2000. Wechselausstellungen, museums- und medienpädagogische Angebote sowie Veranstaltungen vom Vortrag bis zum Science Slam ergänzen die Angebote in der Dauerausstellung.

### Museumsleitung
- Stefan Kley von 2000 bis August 2012
- Gregor Isenbort (kommissarisch von September bis Dezember 2012)
- Marion Grether (von 1. Januar 2013 bis 28. Februar 2020)[2]
- Vera Losse (kommissarisch von März bis Mai 2020)[3]
- Annabelle Hornung (Juni 2020 bis Dezember 2024)[3]
- Vera Losse (kommissarisch seit Januar 2025)[4]

## Exponate

### Dauerausstellung

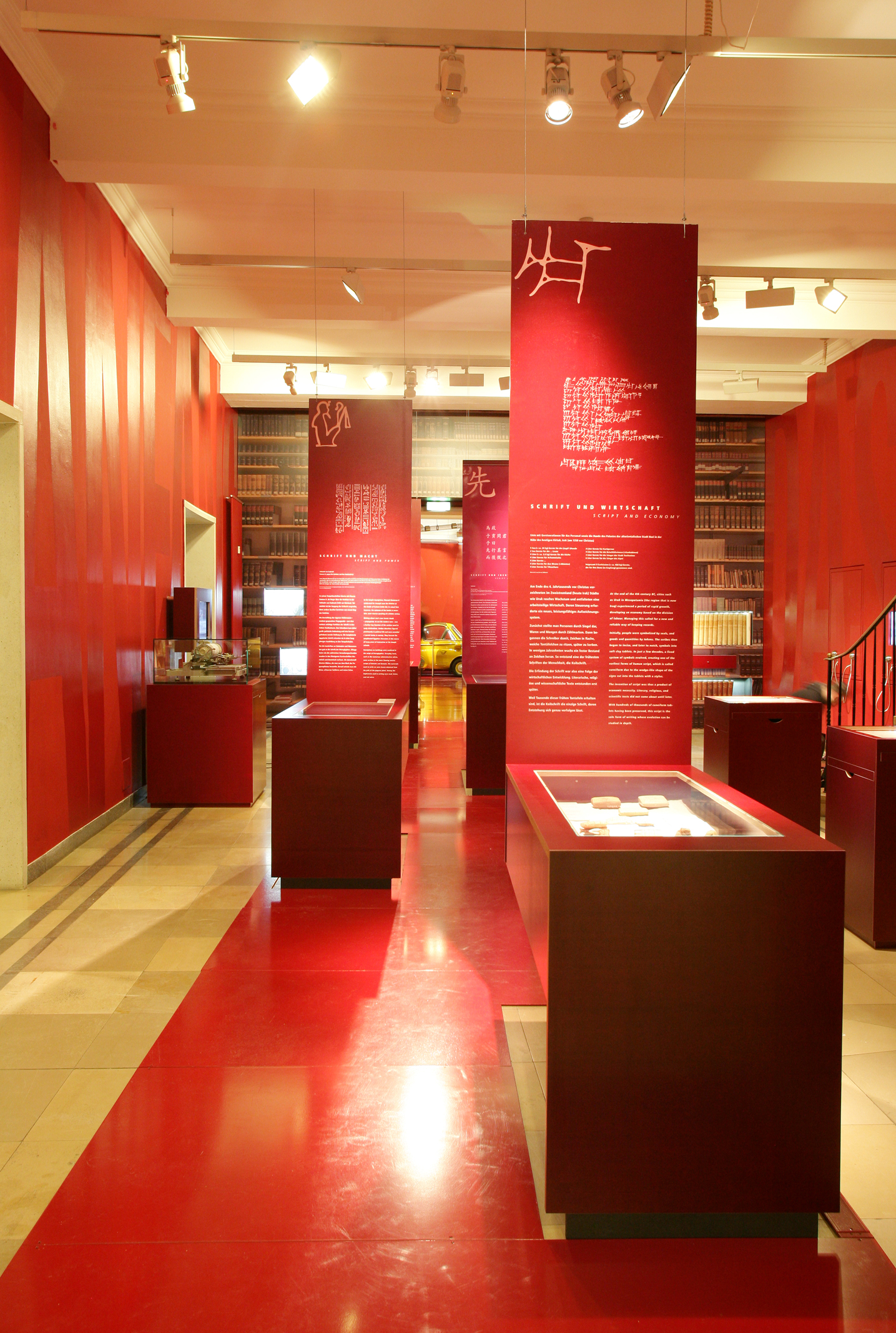
Raum 3 – Kommunikation mit Schrift

Im November 2010 eröffnete eine neu gestaltete Präsentation, die Menschen und ihre Kommunikation in den Mittelpunkt stellt, vom ersten Schrei eines Neugeborenen bis zum Internet. In vier Ausstellungsräumen steht die Verständigung mit Tönen, Bildern und Schrift sowie mit Hilfe des Internets im Mittelpunkt. An 400 Objekten werden Funktionsmechanismen von Kommunikation dargestellt. Mitmachstationen für Kinder wie Erwachsene bestehen in der Schreibwerkstatt, an der Rohrpost oder als Moderator im Fernsehstudio.
Ein wesentliches Gestaltungselement der Ausstellung ist die individuell auf das jeweilige Raumthema abgestimmte Architektur.
Raum 1 – Kommunikation mit Tönen: Empfangen werden die Besucher von einer großflächigen medialen Installation der Firma Triad (Berlin), die mit Tönen, Bildern und Schrift die Fähigkeiten zu hören, zu sehen und zu schreiben thematisiert. Wesentliche Gestaltungselemente der Ausstellung sind die auf die Inhalte abgestimmte Architektur und die Raumfarben. Im ersten Themenraum, in dem sich alles um das Hören und Sprechen dreht, erinnern halbkreisförmige Wände an Schallwellen. Ein wichtiges Thema ist die menschliche Sprache. Besucher können erfahren, wie wir sprechen lernen oder wie wir mit Sprache unsere individuellen und sozialen Beziehungen gestalten. Damit sie sich auf das Hören konzentrieren können, ist das Licht abgedunkelt. Das Ohr empfängt hier immer neue Töne: Signalhörner, Trommeln und Glocken; Jodler und Pfeifsignale, Tiergeräusche, Telefontöne, menschliche Sprache und Gesprächsfetzen, Musik und das Rattern der elektromechanischen Telefonvermittlung. Außerdem gibt es viele Objekte von der Schlitztrommel zum Telefon, die akustische Botschaften hervorbringen oder übertragen. Thematisiert werden auch die Kommunikationsmöglichkeiten der Tiere, die Fernverständigung mit Signalinstrumenten und das Telefonieren.
Raum 2 – Kommunikation mit Bildern: Hell, grün, und viereckig – der zweite Raum ist völlig anders aufgebaut als der erste. Hier erfahren die Besucher anhand von Filmen, wie wir, oftmals unbewusst, mit der Mimik und Gestik kommunizieren oder welche Rolle die Mode bei unserer Selbstdarstellung spielt. Aber auch die Bildsprache von Piktogrammen und Schildern sowie von Fotografie und Fernsehen werden in diesem Bereich thematisiert. Mitmachangebote sind ein mit Gesten zu steuerndes Kranspiel und ein Angebot zum Thema Logos.
Raum 3 – Kommunikation mit Schrift: Die Fähigkeit zu schreiben ist nach Hören und Sehen eine weitere Kommunikationsform des Menschen. Dieser Raum ist als Linie angelegt, genau wie die Schrift, die aus einer Abfolge von einzelnen Zeichen besteht. Hohe Stelen zeigen Schriften aus frühen Hochkulturen und dokumentieren zugleich die Bedeutung des Schreibens für Wirtschaft, Staat, Religion, Wissensvermittlung und kulturelle Identität. In der Geheimwerkstatt erfährt man, dass Menschen schon immer darüber nachgedacht haben, wie sie Botschaften vor Unbefugten geheim halten können. Die große Bedeutung, die Gutenbergs Erfindung des Drucks für die Medienentwicklung hatte, wird am Beispiel des Massenmediums Tageszeitung dargestellt. Im anschließenden Bereich Transport werden die logistischen Anforderungen an die effektive Versendung von Geschriebenem und anderen Gütern deutlich. Logistik-Netze wurden und werden von der Post seit dem späten Mittelalter mithilfe der jeweils aktuellen Verkehrsmittel vom Fußboten über Postkutschenlinien hin zur Bahnpost sowie Straßenfahrzeugen aller Art und dem Flugzeug aufgebaut.
Ein besonderes Highlight des Bereiches Schrift ist der Nachbau der Grabkammer des Sennedjem. Das aufwendig ausgemalte Grab mit Texten aus dem altägyptischen Totenbuch zeigt den Weg des Sennedjem und seiner Frau durch das Totenreich und belegt die Bedeutung von Bildern und Schrift für Kult und Religion. In der Schreibwerkstatt können Besucher selbst zur Feder oder zum Bleistift greifen, die Rohrpost lädt zum Versand von Botschaften ein.

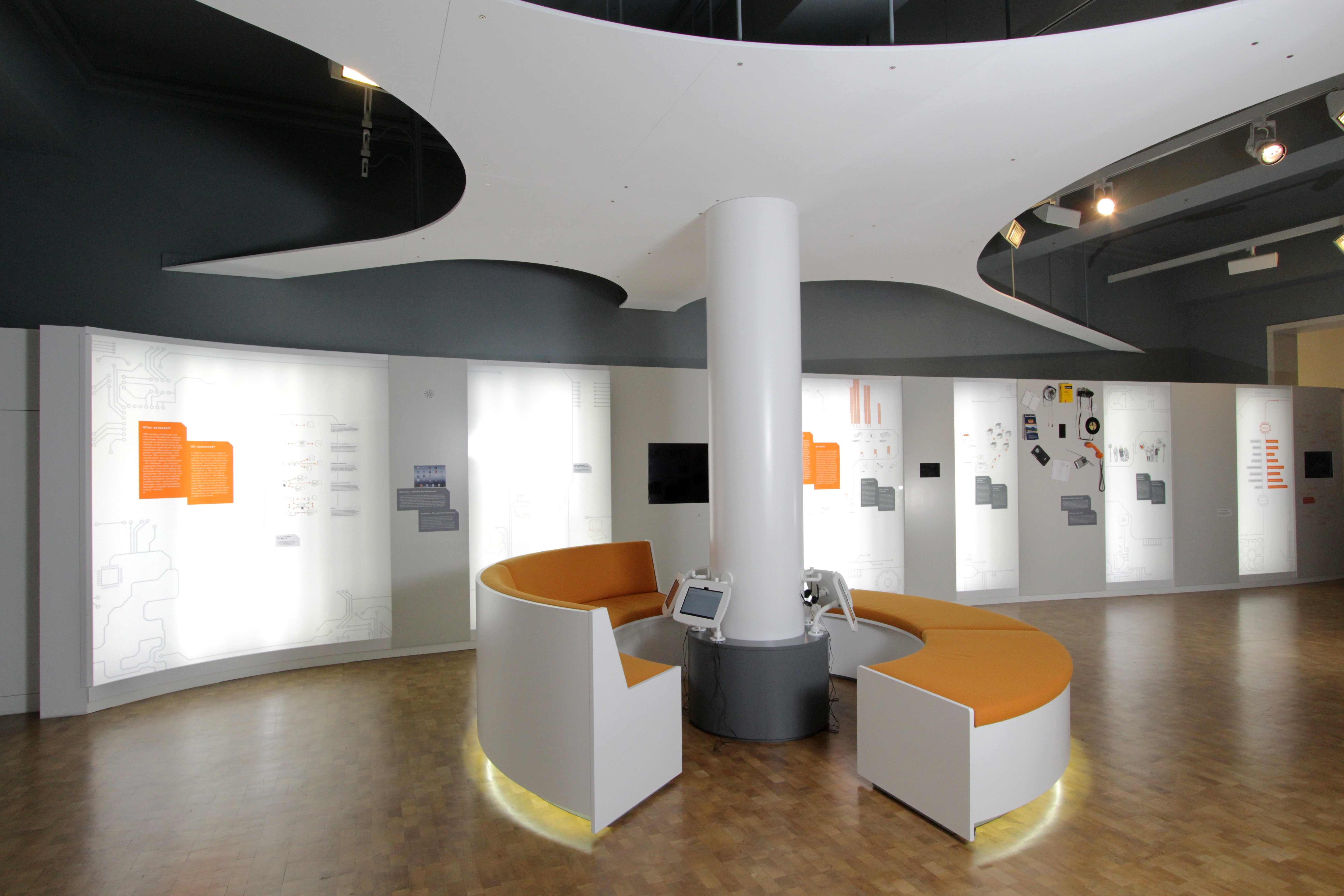
Raum 4 – Netzwelten

Raum 4 – Netzwelten: Der 2013 neu gestaltete Bereich Netzwelten schließt sich im Museum an die Themenräume zur Kommunikation mit Tönen, Bildern und Schrift an. Digitalisiert können sie im World Wide Web gleichzeitig und interaktiv genutzt werden. Das Netz stellt uns heute scheinbar unendliche Möglichkeiten zur Verfügung, um Inhalte und Informationen weltweit zu nutzen, diese mit anderen zu teilen oder sie selbst zu generieren. Es ist die Basis moderner digitaler Kommunikation. Sowohl die technischen Komponenten wie Computer, Smartphones, Tablets, Server oder Webseiten als auch die Nutzung durch uns alle verändern sich ständig.
Der moderne (Medien-)Mensch bewegt sich in der Welt des Realen und des Virtuellen, etwa, wenn er im Zug sitzend online die Pizza zum Abendessen ordert. In unserer Doppelrolle als Prosument, also als Produzent und Konsument von Inhalten, sollten wir befähigt sein, alle Möglichkeiten digitaler und analoger Kommunikation klug zu nutzen. Gleichzeitig müssen Menschen in der Lage sein, die Chancen ihrer Doppelrolle als Sender und als Empfänger von Botschaften einschätzen zu lernen, dafür bedarf es des kompetenten Umgangs mit Medien. Wie in den anderen Museumsräumen auch werden die Inhalte Besucher durch Objekte, Medienstationen und interaktive Mitmachangebote, wie einem Medienkompetenztest vermittelt.

### Sonderausstellungen (Auswahl)
- #neuland: Ich, wir und die Digitalisierung, 2020–2021[6]
- Raumschiff Wohnzimmer. Die Mondlandung als Medienereignis, 2019[7]
- Die Nacht. Alles außer Schlaf, 2018[8]